# Coppa del mondo di ciclocross 2021-2022
La Coppa del mondo di ciclocross 2021-2022, ventinovesima edizione della competizione, si è svolta in quindici prove tra il 10 ottobre 2021 e il 23 gennaio 2022. Le gare sono state riservate alle categorie maschili Elite, Under-23 e Juniores, e alle categorie femminili Elite/Under-23 (per tale categoria sono stilate separatamente la classifica Elite e la classifica Under-23) e Juniores.
Una sedicesima prova, lo Scheldecross di Anversa, inizialmente prevista il 5 dicembre 2021, è stata annullata per la pandemia di COVID-19. Per la stessa ragione sono state annullate le prove Under-23 e Juniores della tappa di Hoogerheide, inizialmente previste in calendario.

## Punteggi
| Piazzamento | 1  | 2  | 3  | 4  | 5  | 6  | 7  | 8  | 9  | 10 | 11 | 12 | 13 | 14 | 15 | 16 | 17 | 18 | 19 | 20 | 21 | 22 | 23 | 24 | 25 |
| Punti       | 40 | 30 | 25 | 22 | 21 | 20 | 19 | 18 | 17 | 16 | 15 | 14 | 13 | 12 | 11 | 10 | 9  | 8  | 7  | 6  | 5  | 4  | 3  | 2  | 1  |

## Uomini Elite

### Risultati
| N. | Data        | Città        | Prova                          | Vincitore              | Leader della Cl. generale |
| -- | ----------- | ------------ | ------------------------------ | ---------------------- | ------------------------- |
| 1  | 10 ottobre  | Waterloo     | Cyclo-Cross Collective Cup     | Eli Iserbyt            | Eli Iserbyt               |
| 2  | 13 ottobre  | Fayetteville | FayetteCross                   | Quinten Hermans        | Eli Iserbyt               |
| 3  | 17 ottobre  | Iowa City    | Jingle Cross                   | Eli Iserbyt            | Eli Iserbyt               |
| 4  | 24 ottobre  | Zonhoven     | Cyclocross Zonhoven            | Toon Aerts             | Eli Iserbyt               |
| 5  | 31 ottobre  | Overijse     | Vlaamse Druivencross           | Eli Iserbyt            | Eli Iserbyt               |
| 6  | 14 novembre | Tábor        | Cyklokros Tábor                | Lars van der Haar      | Eli Iserbyt               |
| 7  | 21 novembre | Koksijde     | Duinencross                    | Eli Iserbyt            | Eli Iserbyt               |
| 8  | 28 novembre | Besançon     | Cyclo-cross de Besançon        | Eli Iserbyt            | Eli Iserbyt               |
| 9  | 12 dicembre | Val di Sole  | Ciclocross Val di Sole         | Wout Van Aert          | Eli Iserbyt               |
| 10 | 18 dicembre | Rucphen      | Cyclocross Rucphen             | Thomas Pidcock         | Eli Iserbyt               |
| 11 | 19 dicembre | Namur        | Cyclo-cross de la Citadelle    | Michael Vanthourenhout | Eli Iserbyt               |
| 12 | 26 dicembre | Dendermonde  | Ambiancecross                  | Wout Van Aert          | Eli Iserbyt               |
| 13 | 2 gennaio   | Hulst        | Vestingcross                   | Thomas Pidcock         | Eli Iserbyt               |
| 14 | 16 gennaio  | Flamanville  | Cyclo-cross en Cotentin        | Eli Iserbyt            | Eli Iserbyt               |
| 15 | 23 gennaio  | Hoogerheide  | Grote Prijs Adrie van der Poel | Eli Iserbyt            | Eli Iserbyt               |

### Classifica generale (Top 10)
Classifica finale.
| Pos. | Corridore              | Squadra                | WAT | FAY | IOW | ZON | OVE | TAB | KOK | BES | VDS | RUC | NAM | DEN | HUL  | FLA | HOO  | Punti |
| ---- | ---------------------- | ---------------------- | --- | --- | --- | --- | --- | --- | --- | --- | --- | --- | --- | --- | ---- | --- | ---- | ----- |
| 1    | Eli Iserbyt            | Pauwels Sauzen-Bingoal | 1   | 2   | 1   | 3   | 1   | 2   | 1   | 1   | 4   | 2   | 5   | 9   | 2    | 1   | 1    | 485   |
| 2    | Michael Vanthourenhout | Pauwels Sauzen-Bingoal | 2   | 3   | 3   | 6   | 2   | 5   | -   | 4   | 2   | 3   | 1   | 4   | 6    | 3   | 4    | 357   |
| 3    | Toon Aerts             | Baloise Trek Lions     | 6   | 4   | 4   | 1   | 3   | 4   | 3   | 2   | -   | 6   | 3   | 3   | 5    | 2   | 5    | 348   |
| 4    | Quinten Hermans        | Tormans CX Team        | 3   | 1   | 5   | 5   | 5   | 3   | 4   | -   | 5   | 4   | 4   | 5   | 7    | -   | 7    | 299   |
| 5    | Lars van der Haar      | Baloise Trek Lions     | 4   | 14  | 2   | 2   | 6   | 1   | 5   | -   | -   | 5   | 12  | 10  | 3    | -   | 2    | 281   |
| 6    | Laurens Sweeck         | Pauwels Sauzen-Bingoal | -   | -   | -   | 4   | 4   | 6   | 2   | 10  | -   | 7   | 7   | 7   | 8    | 4   | 10   | 223   |
| 7    | Corné van Kessel       | Tormans CX Team        | 10  | 16  | 20  | 8   | 7   | 7   | 6   | 5   | 10  | 8   | 8   | 6   | Rit. | 7   | Rit. | 220   |
| 8    | Toon Vandebosch        | Pauwels Sauzen-Bingoal | 11  | 9   | 12  | 9   | 15  | 17  | 11  | 8   | 9   | 10  | 20  | 13  | 10   | 8   | 9    | 219   |
| 9    | Daan Soete             | Deschacht-Group Hens   | 12  | 11  | 7   | 7   | 17  | 12  | 8   | -   | 8   | 13  | 6   | 18  | 11   | 11  | 11   | 212   |
| 10   | Vincent Bastaens       | Deschacht-Group Hens   | 7   | -   | 10  | 15  | 13  | 8   | 7   | 15  | 11  | 9   | 13  | 12  | 9    | 13  | 21   | 201   |

## Donne Elite/Under-23

### Risultati
| N. | Data        | Città        | Prova                          | Vincitrice      | Leader della Cl. generale |
| -- | ----------- | ------------ | ------------------------------ | --------------- | ------------------------- |
| 1  | 10 ottobre  | Waterloo     | Cyclo-Cross Collective Cup     | Marianne Vos    | Marianne Vos              |
| 2  | 13 ottobre  | Fayetteville | FayetteCross                   | Lucinda Brand   | Lucinda Brand             |
| 3  | 17 ottobre  | Iowa City    | Jingle Cross                   | Marianne Vos    | Marianne Vos              |
| 4  | 24 ottobre  | Zonhoven     | Cyclocross Zonhoven            | Denise Betsema  | Denise Betsema            |
| 5  | 31 ottobre  | Overijse     | Vlaamse Druivencross           | Kata Blanka Vas | Lucinda Brand             |
| 6  | 14 novembre | Tábor        | Cyklokros Tábor                | Lucinda Brand   | Lucinda Brand             |
| 7  | 21 novembre | Koksijde     | Duinencross                    | Annemarie Worst | Lucinda Brand             |
| 8  | 28 novembre | Besançon     | Cyclo-cross de Besançon        | Lucinda Brand   | Lucinda Brand             |
| 9  | 12 dicembre | Val di Sole  | Ciclocross Val di Sole         | Fem van Empel   | Lucinda Brand             |
| 10 | 18 dicembre | Rucphen      | Cyclocross Rucphen             | Marianne Vos    | Lucinda Brand             |
| 11 | 19 dicembre | Namur        | Cyclo-cross de la Citadelle    | Lucinda Brand   | Lucinda Brand             |
| 12 | 26 dicembre | Dendermonde  | Ambiancecross                  | Lucinda Brand   | Lucinda Brand             |
| 13 | 2 gennaio   | Hulst        | Vestingcross                   | Lucinda Brand   | Lucinda Brand             |
| 14 | 16 gennaio  | Flamanville  | Cyclo-cross en Cotentin        | Fem van Empel   | Lucinda Brand             |
| 15 | 23 gennaio  | Hoogerheide  | Grote Prijs Adrie van der Poel | Marianne Vos    | Lucinda Brand             |

### Classifica generale
Classifiche finali.

#### Elite (Top 10)
| Pos. | Corridore            | Squadra                | WAT | FAY | IOW | ZON | OVE | TAB | KOK | BES | VDS | RUC | NAM  | DEN | HUL | FLA | HOO | Punti |
| ---- | -------------------- | ---------------------- | --- | --- | --- | --- | --- | --- | --- | --- | --- | --- | ---- | --- | --- | --- | --- | ----- |
| 1    | Lucinda Brand        | Baloise Trek Lions     | 2   | 1   | 4   | 2   | 3   | 1   | 3   | 1   | -   | 2   | 1    | 1   | 1   | -   | 2   | 432   |
| 2    | Denise Betsema       | Pauwels Sauzen-Bingoal | 3   | 2   | 2   | 1   | 4   | 5   | 2   | 3   | 5   | 3   | 2    | 3   | 7   | -   | 8   | 361   |
| 3    | Puck Pieterse        | Alpecin-Fenix          | 8   | 5   | 5   | 4   | 2   | 2   | 7   | 5   | 9   | 5   | 3    | 6   | 2   | 2   | 3   | 350   |
| 4    | Fem van Empel        | Pauwels Sauzen-Bingoal | 14  | 13  | 13  | 5   | 12  | 8   | 6   | 4   | 1   | 4   | 4    | 11  | 5   | 1   | 4   | 315   |
| 5    | Marianne Vos         | Jumbo-Visma            | 1   | 4   | 1   | -   | -   | -   | -   | -   | 2   | 1   | -    | 4   | 6   | -   | 1   | 254   |
| 6    | Shirin van Anrooij   | Baloise Trek Lions     | 16  | 11  | 8   | 6   | 8   | 7   | 4   | 8   | -   | 7   | 8    | 5   | 8   | -   | 6   | 236   |
| 7    | Inge van der Heijden | Team 777               | 17  | 14  | 11  | 7   | 15  | 9   | 8   | 6   | -   | 10  | 7    | 14  | 9   | 4   | 12  | 221   |
| 8    | Kata Blanka Vas      | Team SD Worx           | 6   | 6   | 3   | -   | 1   | 6   | -   | -   | -   | -   | Rit. | 8   | 4   | 3   | 5   | 211   |
| 9    | Hélène Clauzel       | As Bike Cross Team     | 7   | -   | 7   | 16  | 13  | 12  | 19  | 11  | 6   | 22  | 6    | 12  | 11  | 6   | 14  | 202   |
| 10   | Annemarie Worst      | Team 777               | 5   | 8   | 6   | -   | -   | 3   | 1   | 16  | -   | 6   | 13   | -   | 3   | -   | -   | 192   |

#### Under-23 (Top 10)
| Pos. | Corridore          | Squadra                 | WAT | FAY | IOW | ZON | OVE  | TAB | KOK | BES | VDS | RUC | NAM | DEN | HUL | FLA | HOO | Punti |
| ---- | ------------------ | ----------------------- | --- | --- | --- | --- | ---- | --- | --- | --- | --- | --- | --- | --- | --- | --- | --- | ----- |
| 1    | Puck Pieterse      | Alpecin-Fenix           | 8   | 5   | 5   | 4   | 2    | 2   | 7   | 5   | 9   | 5   | 3   | 6   | 2   | 2   | 3   | 350   |
| 2    | Fem van Empel      | Pauwels Sauzen-Bingoal  | 14  | 13  | 13  | 5   | 12   | 8   | 6   | 4   | 1   | 4   | 4   | 11  | 5   | 1   | 4   | 315   |
| 3    | Shirin van Anrooij | Baloise Trek Lions      | 16  | 11  | 8   | 6   | 8    | 7   | 4   | 8   | -   | 7   | 8   | 5   | 8   | -   | 6   | 236   |
| 4    | Line Burquier      | As Bike Cross Team      | -   | -   | -   | 8   | 6    | -   | -   | 10  | -   | -   | 12  | -   | 15  | -   | 22  | 83    |
| 5    | Amandine Fouquenet | Arkéa Pro Cycling Team  | -   | -   | -   | -   | 10   | -   | 23  | 15  | -   | -   | 19  | -   | -   | 11  | 15  | 63    |
| 6    | Gaia Realini       | Selle Italia-Guerciotti | 11  | 15  | 17  | -   | -    | 16  | -   | -   | 20  | -   | 27  | 24  | -   | -   | 28  | 53    |
| 7    | Katie Clouse       | Cannondale              | 23  | 18  | -   | -   | -    | 22  | 28  | 9   | -   | 26  | 26  | 19  | 19  | -   | -   | 46    |
| 8    | Kristyna Zemanová  | Brilon Racing Team      | -   | -   | -   | -   | -    | 20  | -   | -   | -   | -   | -   | 26  | -   | 18  | 20  | 20    |
| 9    | Marie Schreiber    | Tormans CX Team         | 34  | 24  | 39  | 34  | Rit. | 21  | 35  | 20  | -   | -   | 51  | 39  | 25  | -   | 27  | 14    |
| 10   | Olivia Onesti      | Starcasino CX Team      | -   | -   | -   | 21  | 23   | 26  | 33  | 24  | -   | -   | 24  | 32  | -   | 25  | -   | 13    |

## Uomini Under-23

### Risultati
| N. | Data        | Città       | Prova                       | Vincitore        | Leader della Cl. generale |
| -- | ----------- | ----------- | --------------------------- | ---------------- | ------------------------- |
| 1  | 14 novembre | Tábor       | Cyklokros Tábor             | Mees Hendrikx    | Mees Hendrikx             |
| 2  | 19 dicembre | Namur       | Cyclo-cross de la Citadelle | Pim Ronhaar      | Mees Hendrikx             |
| 3  | 26 dicembre | Dendermonde | Ambiancecross               | Cameron Mason    | Mees Hendrikx             |
| 4  | 16 gennaio  | Flamanville | Cyclo-cross en Cotentin     | Emiel Verstrynge | Mees Hendrikx             |

### Classifica generale (Top 10)
Classifica finale.
| Pos. | Corridore        | Squadra       | TAB | NAM | DEN | FLA | Punti |
| ---- | ---------------- | ------------- | --- | --- | --- | --- | ----- |
| 1    | Mees Hendrikx    | Paesi Bassi   | 1   | 3   | 3   | 3   | 115   |
| 2    | Pim Ronhaar      | Paesi Bassi   | 8   | 1   | 2   | 4   | 110   |
| 3    | Emiel Verstrynge | Belgio        | 5   | 4   | 5   | 1   | 104   |
| 4    | Cameron Mason    | Gran Bretagna | 3   | 5   | 1   | -   | 86    |
| 5    | Ryan Kamp        | Paesi Bassi   | 2   | -   | 9   | 2   | 77    |
| 6    | Jente Michels    | Belgio        | 7   | 6   | 6   | -   | 59    |
| 7    | Gerben Kuypers   | Paesi Bassi   | -   | 8   | 8   | 5   | 57    |
| 8    | Niels Vandeputte | Belgio        | 13  | 2   | 13  | -   | 56    |
| 9    | Anton Ferdinande | Belgio        | 4   | 7   | 11  | -   | 56    |
| 10   | Loris Rouiller   | Svizzera      | 6   | 12  | -   | 6   | 54    |

## Uomini Junior

### Risultati
| N. | Data        | Città       | Prova                       | Vincitore        | Leader della Cl. generale |
| -- | ----------- | ----------- | --------------------------- | ---------------- | ------------------------- |
| 1  | 14 novembre | Tábor       | Cyklokros Tábor             | David Haverdings | David Haverdings          |
| 2  | 19 dicembre | Namur       | Cyclo-cross de la Citadelle | David Haverdings | David Haverdings          |
| 3  | 26 dicembre | Dendermonde | Ambiancecross               | David Haverdings | David Haverdings          |
| 4  | 16 gennaio  | Flamanville | Cyclo-cross en Cotentin     | David Haverdings | David Haverdings          |

### Classifica generale (Top 10)
Classifica finale.
| Pos. | Corridore           | Squadra       | TAB | NAM | DEN | FLA | Punti |
| ---- | ------------------- | ------------- | --- | --- | --- | --- | ----- |
| 1    | David Haverdings    | Paesi Bassi   | 1   | 1   | 1   | 1   | 160   |
| 2    | Louka Lesueur       | Francia       | 5   | 4   | 4   | 2   | 95    |
| 3    | Nathan Smith        | Gran Bretagna | 2   | 13  | 2   | -   | 73    |
| 4    | Corentin Lequet     | Francia       | 17  | 3   | 10  | 4   | 72    |
| 5    | Kenay De Moyer      | Belgio        | 8   | 2   | 5   | -   | 69    |
| 6    | Viktor Vandenberghe | Belgio        | 6   | 6   | 3   | -   | 65    |
| 7    | Yordi Corsus        | Belgio        | 3   | 7   | 8   | -   | 62    |
| 8    | Luca Paletti        | Italia        | 7   | 16  | 43  | 3   | 54    |
| 9    | Ben Askey           | Gran Bretagna | 4   | -   | 6   | -   | 42    |
| 10   | Kay De Bruyckere    | Belgio        | 13  | 8   | 16  | -   | 41    |

## Donne Junior

### Risultati
| N. | Data        | Città       | Prova                       | Vincitrice      | Leader della Cl. generale |
| -- | ----------- | ----------- | --------------------------- | --------------- | ------------------------- |
| 1  | 14 novembre | Tábor       | Cyklokros Tábor             | Zoe Bäckstedt   | Zoe Bäckstedt             |
| 2  | 19 dicembre | Namur       | Cyclo-cross de la Citadelle | Zoe Bäckstedt   | Zoe Bäckstedt             |
| 3  | 26 dicembre | Dendermonde | Ambiancecross               | Zoe Bäckstedt   | Zoe Bäckstedt             |
| 4  | 16 gennaio  | Flamanville | Cyclo-cross en Cotentin     | Leonie Bentveld | Leonie Bentveld           |

### Classifica generale (Top 10)
Classifica finale.
| Pos. | Corridore           | Squadra         | TAB | NAM | DEN | FLA | Punti |
| ---- | ------------------- | --------------- | --- | --- | --- | --- | ----- |
| 1    | Leonie Bentveld     | Paesi Bassi     | 2   | 2   | 2   | 1   | 130   |
| 2    | Zoe Bäckstedt       | Gran Bretagna   | 1   | 1   | 1   | -   | 120   |
| 3    | Lauren Molengraaf   | Paesi Bassi     | 6   | 5   | 5   | 4   | 84    |
| 4    | Federica Venturelli | Italia          | 3   | 9   | 8   | 5   | 81    |
| 5    | Valentina Corvi     | Italia          | 20  | 3   | 9   | 2   | 78    |
| 6    | Kateřina Hladíková  | Repubblica Ceca | 4   | 8   | 15  | 3   | 76    |
| 7    | Eliska Hanáková     | Repubblica Ceca | 18  | 6   | 4   | 6   | 70    |
| 8    | Julia Kopecký       | Repubblica Ceca | 13  | 12  | 10  | 8   | 61    |
| 9    | Vanda Dlasková      | Repubblica Ceca | 16  | 14  | 7   | 10  | 57    |
| 10   | Xaydee Van Sinaey   | Belgio          | 9   | 15  | 3   | -   | 53    |